# Качорово
Качорово (пол. Kaczorowo) — село в Польщі, у гміні Будри Венґожевського повіту Вармінсько-Мазурського воєводства.
У 1975-1998 роках село належало до Сувальського воєводства.